# Orphula azteca
Orphula azteca är en insektsart som först beskrevs av Henri Saussure 1861.  Orphula azteca ingår i släktet Orphula och familjen gräshoppor. Inga underarter finns listade i Catalogue of Life.